# Caramella (programma televisivo)
Caramella è stato un programma televisivo andato in onda su Rai 2 dal 1989 al 1991, e su Rai 1 nel 1992 con il nome di Caramella 3. ll programma ha avuto tre edizioni più una in diretta, è stato girato volta per volta a Cinecittà, poi nelle sedi Rai di Torino, di nuovo Roma, e Napoli, e tra puntate e repliche è andato in onda per quasi 200 volte.
Il programma era di tipo educativo e si occupava dei problemi nei rapporti tra bambini ed adulti, con l'intervento di esperti della pedagogia e della psicologia.
Caramella nasce sotto l'egida di Rai Educational da un'idea di Franco Matteucci, allora regista Rai (oggi scrittore). Insofferente del linguaggio pesante dei programmi sui bambini in onda in quel periodo, e giustamente convinto che si possano dire cose serie anche sorridendo, inventa un "format" sui bambini per i genitori, dove si trattino i problemi della convivenza genitori/figli con un linguaggio moderno e gioioso. Matteucci, convinto che il linguaggio della pubblicità, breve ed incisivo, sia il più adatto, incontra Pieralvise Zorzi, creativo pubblicitario, e tra i due nasce un rapporto di collaborazione ed amicizia. Matteucci affida a Zorzi i testi e la conduzione, insieme strutturano l'idea. Vengono imbarcati nel carrozzone di Caramella psicologi, professori e consulenti che diano credibilità e la necessaria autorità al programma: fondamentale la psicologa Antonella Lo Re, serissima quanto spiritosa psicologa, che rimane fedelissima di Caramella apparendo anche, seppur recalcitrante, in video.
Terzo personaggio fondamentale è Manfredo Manfredi, grande - e purtroppo poco acclamato - genio dell'animazione italiana, autore di tutte le trovate grafiche e cartoon del programma. Manfredi all'epoca era socio della casa di produzione Cineteam di Aldo Raparelli, che dalla Rai avrà il mandato di produrre la prima serie del programma.  La fotografia della prima serie è di Giuliano Giustini, le musiche di Gabriele Ducros. Sempre nella prima serie Zorzi è affiancato nella conduzione da Valeria Ciangottini, mentre nella seconda serie la co-conduttrice sarà una giovanissima Myrta Merlino. Dalla seconda edizione parteciperanno Gli Specchio, con sigle e siparietti. Sulla scena di Caramella si alterneranno numerosissimi ospiti famosi, che venivano intervistati seduti su un enorme seggiolone.
La caratteristiche che rendevano interessante ed originale il programma erano lo stile ed il linguaggio moderno e divertente, ottenuto con diverse rubriche e siparietti dal contenuto serissimo ma dalla forma sempre diversa, tra cui:
- Ad altezza bambino, in cui la telecamera proponeva allo spettatore il punto di vista di un bambino, doppiato da Glauco Onorato. Questa rubrica anticipava il film "Senti chi Parla", dove un'analoga situazione avrebbe avuto la voce di Paolo Villaggio
- Tre minuti di Buonsenso, realizzato in animazione 2D con protagonista uno Zorzi trasformato in farfalla.
- Tonino Desperado, un cartone animato su un bambino tremendo diviso tra una madre iperpsicologa ed un padre irascibile.
- Se lo facessero a noi, dove i bambini prendevano il posto dei genitori trattandoli, appunto, da bambini.
- Simona Frumento, in cui si realizzava una parodia della cantante Cristina D'Avena
- Paterne figuracce, monologhi di Zorzi in cui i genitori facevano pessime figure davanti ai figli.

Il programma ha ricevuto un premio Umbria Fiction, consegnato da Giulietta Masina, e a Treviso Cartoons.